# Капская кунья акула
Капская кунья акула (Mustelus palumbes) — распространённый вид хрящевых рыб рода обыкновенных куньих акул семейства куньих акул отряда кархаринообразных. Обитает у южной оконечности Африки. Размножается плацентарным живорождением. Максимальная зафиксированная длина 120 см. Опасности для человека не представляет. Имеет незначительное коммерческое значение.

## Таксономия
Впервые вид научно описан в 1957 году. Голотип представляет собой самку длиной 99 см.

## Ареал
Капские куньи акулы являются эндемиками южного побережья Африки, они обитают у берегов Мозамбика, Намибии и ЮАР (Восточно-Капская провинция, Квазулу-Наталь и Северо-Капская провинция). Эти акулы встречаются в литорали на песчаном дне или у рифов не глубже 611 м. Они наиболее распространены на глубине от 25 до 286 м.

## Описание
У капских куньих акул короткая голова и вытянутое тело. Расстояние от кончика морды до основания грудных плавников составляет от 17 % до 21 % от общей длины тела. Морда слегка вытянутая и тупая. Овальные крупные глаза вытянуты по горизонтали. Позади глаз имеются расположены дыхальца. По углам рта имеются губные борозды. Верхние борозды короче нижних. Короткий рот по длине равен глазу и составляет 2,6—3,3 % от длины тела. Тупые и плоские зубы асимметричны, с небольшим центральным остриём. Щёчно-глоточные зубчики покрывают почти всю поверхность глотки и дна ротовой полости. Расстояние между спинными плавниками составляет 18—23 % от длины тела. Грудные плавники крупные, длина переднего края составляет 14—18 %, а заднего края 12—16 % от общей длины соответственно. Длина переднего края брюшных плавников составляет 6,4—9,3 % от общей длины тела. Высота анального плавника равна 3,2—4,1 % от общей длины. Первый спинной плавник больше второго спинного плавника. Его основание расположено между основаниями грудных и брюшных плавников. Основание второго спинного плавника начинается перед основанием анального плавника. Анальный плавник меньше обоих спинных плавников. У края верхней лопасти хвостового плавника имеется вентральная выемка. Хвостовой плавник вытянут почти горизонтально. Окрас серый или серо-коричневый с многочисленными белыми пятнышками. Брюхо светлое.

## Биология
Капские куньи акулы размножаются живорождением. Кроме того, эмбрионы питаются желтком. В помёте от 3 до 15 новорожденных, в среднем 6,9. Самцы и самки достигают половой зрелости при длине 75—85 см и 80—100 см соответственно. Длина новорожденных 27,5—31 см. Рацион состоит в основном из донных ракообразных.

## Взаимодействие с человеком
Вид не представляет опасности для человека. В качестве прилова попадает в донные рыболовные сети. Является объектом спортивного рыболовства. Данных для оценки статуса сохранности данного вида недостаточно.